# Gábor Egressy (Schauspieler)

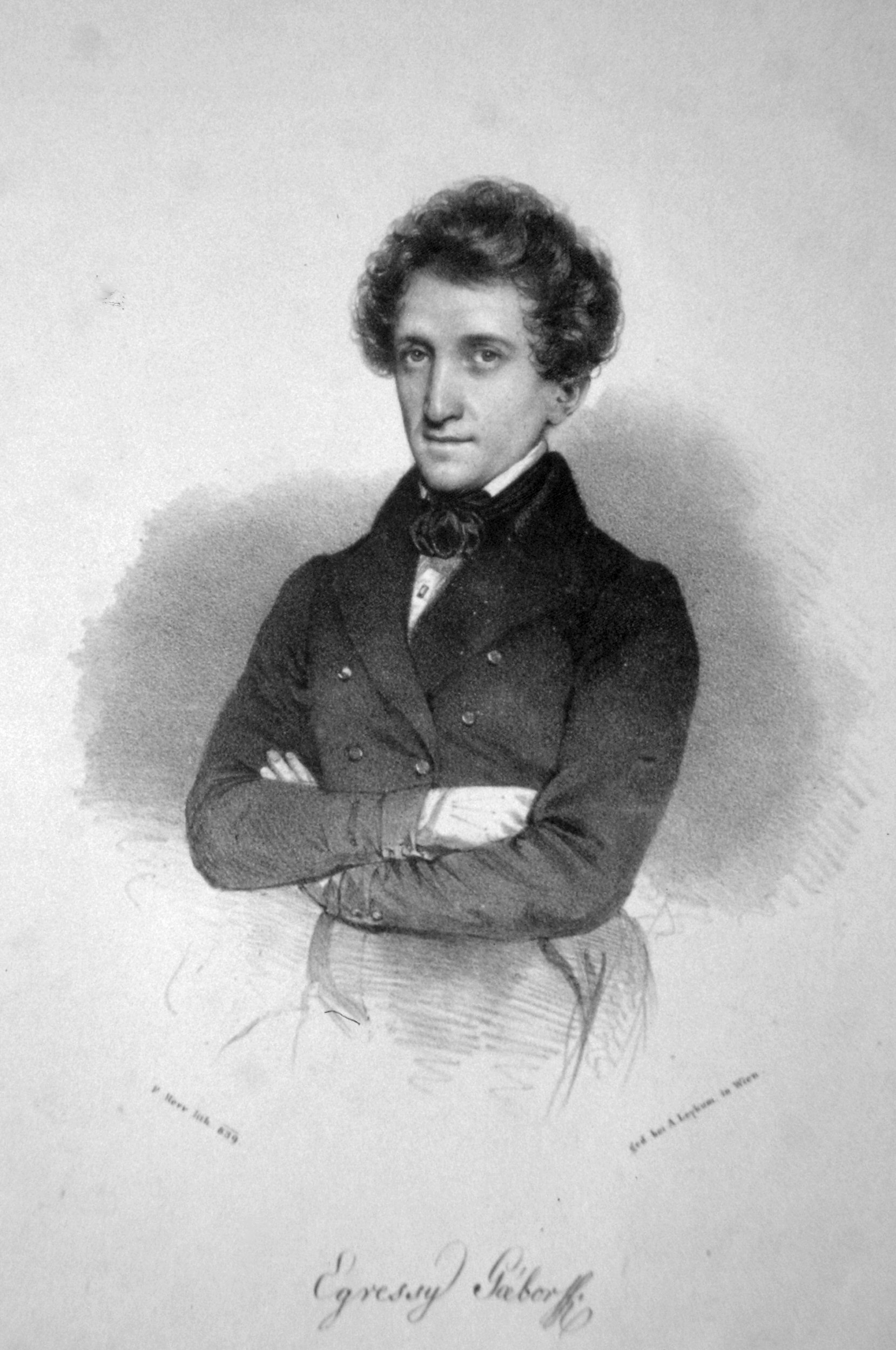
Gábor Egressy, Lithographie von Faustin Herr, 1839

Gábor Egressy [ˈgaːbor ˈɛgrɛʃi] (* 1808 in Sajólászlófalva, Komitat Borsod; † 30. Juli 1866 in Pest) war ein ungarischer Schauspieler.

## Leben
Das Geburtsdatum Gábor Egressys ist nicht genau bekannt, es finden sich unterschiedliche Angaben in den Quellen.
Nachdem er mehreren wandernden Schauspielensembles angehört hatte, fand er beim Theater in Klausenburg eine bleibende Anstellung.
Später vollendete er seine künstlerische Bildung in Wien und war seit 1837 einer der bedeutendsten Schauspieler des neu eröffneten ungarischen Nationaltheaters in Pest.
Er zeichnete sich durch abgerundetes Spiel, treffliche Mimik und reinen Vortrag sowohl in der Tragödie als im Konversationsstück aus und übte einen großen Einfluss auf die Entwicklung des Nationaltheaters aus.
Die Dramen Shakespeares brachte er durch Übersetzungen auf die ungarische Bühne.
In den Revolutionsstürmen von 1848 und 1849 wurde er als Regierungskommissär in die untere Theißgegend geschickt, wegen zu großer Härte jedoch wieder abberufen.
Er kehrte hierauf zur Bühne zurück, floh nach Unterdrückung der Revolution in das Osmanische Reich, erhielt aber 1854 die Erlaubnis zur straffreien Rückkehr.
Gábor Egressys Bruder Béni Egressy war ebenfalls auf der Bühne aktiv.